# ألكسندر دوكيتش
ألكسندر دوكيتش هو لاعب كرة قدم صربي في مركز الهجوم، ولد في 30 نوفمبر 1980 في فاليفو في صربيا. لعب مع ملادوست لوتشاني وهايدوك كولا.

## وصلات خارجية
- ألكسندر دوكيتش على موقع قاعدة بيانات كرة القدم.إي يو (الإنجليزية)
- ألكسندر دوكيتش على موقع Soccerway.com (الإنجليزية)
- ألكسندر دوكيتش على موقع عالم كرة القدم.نت (الإنجليزية)